# ایر ایندیا اکسپرس
ایر ایندیا اکسپرس (به انگلیسی: Air India Express) یک شرکت هواپیمایی با کد یاتا IX است که در تاریخ ۱ مه ۲۰۰۴ میلادی تأسیس شده و در تاریخ ۲۹ آوریل ۲۰۰۵ فعالیتش را آغاز کرده‌است. دفتر مرکزی ایر ایندیا اکسپرس در کوچی، هند واقع شده‌است و قطب این شرکت هواپیمایی در فرودگاه بین‌المللی کوچین قرار دارد و به ۲۶ مقصد، پرواز مستقیم انجام می‌دهد.